# Hypotrachyna subsaxatilis
Hypotrachyna subsaxatilis är en lavart som först beskrevs av B. de Lesd., och fick sitt nu gällande namn av Hale. Hypotrachyna subsaxatilis ingår i släktet Hypotrachyna och familjen Parmeliaceae.   Inga underarter finns listade i Catalogue of Life.